# Majdan (rejon winnicki)
Majdan (ukr. Майдан) – wieś na Ukrainie w rejonie winnickim obwodu winnickiego.